# Distrito de Liquiçá
Liquiçá (en tetun Likisá) es uno de los 13 distritos administrativos de Timor Oriental, localizado en la costa norte del país. Limita con los distritos de Bobonaro y Ermera al sur; Dili al este; y el Mar de Savu al norte y al oeste. Posee 55 058 habitantes (censo de 2004) y un área de 543 km². 
Su capital es la ciudad de Liquiçá.
El distrito de Liquiçá es idéntico al concejo del mismo nombre de la época del Timor Portugués e incluye los subdistritos de Bazartete, Liquiçá y Maubara.
Su extenso arenal de arena blanca es una de las principales atracciones turísticas de Liquiçá.
Se hablan las lenguas oficiales de Timor Oriental, el tetun y el portugués, pero en el distrito de Liquiçá casi la totalidad de la población se expresa también en tokodede.
- Datos: Q860897
- Multimedia: Liquiçá (Municipality) / Q860897